# (11251) Icarion
(11251) Icarion (1973 SN1) – planetoida z grupy trojańczyków okrążająca Słońce w ciągu 11 lat i 255 dni w średniej odległości 5,15 j.a. Została odkryta 20 września 1973 roku.